# Francisco Tinoco da Silva
Francisco Tinoco da Silva foi um padre e o arquitecto régio de Pedro II de Portugal. Viveu durante o século XVIII e que foi autor de um conjunto de obras arquitectónicas marcantes. Entre os projectos que lhe são atribuídos encontram-se:
- Igreja de Santiago (Almada)
- Igreja de Nossa Senhora do Cabo (Sesimbra)[2]
- Chafariz do Sapal